# Vụ Khảo cứu Quốc hội
Vụ Khảo cứu Quốc hội (Congressional Research Service) là cơ quan khảo cứu chính sách công của Quốc hội Hoa Kỳ. Là một đơn vị trực thuộc Thư viện Quốc hội, Vụ Khảo cứu được thiết kế để phục vụ riêng và trực tiếp các nghị sĩ, các ủy ban Quốc hội và nhân viên ủy ban dựa trên nguyên tắc phi đảng phái và lưu hành nội bộ. Ngân quỹ của Vụ trong tài khóa 2003 là 86 386 812 USD, phần lớn đến từ tiền thuế. Các bản tường trình của Vụ không được phổ biến cho công chúng. Thay vì vậy, công luận có thể yêu cầu các thượng nghị sĩ hoặc dân biểu cung cấp các bản tường trình cá nhân, hoặc hỏi mua ở các dịch vụ tư như Penny Hill Press. Chỉ có một số lượng có giới hạn những bản tường trình này được các cơ quan liên bang, thành viên Quốc hội, các định chế giáo dục, và các tổ chức phi chính phủ công bố trên các website.

## Lịch sử và Nhiệm vụ

### Lịch sử
Quốc hội thành lập Vụ Khảo cứu nhằm cung ứng nguồn khảo cứu và  phân tích về mọi vấn đề lập pháp dựa trên nguyên tắc khách quan và phi đảng phái. Nhiệm vụ duy nhất của Vụ Khảo cứu là phục vụ Quốc hội Hoa Kỳ. Đảm trách chức năng này từ năm 1914 với tên gọi ban đầu là Vụ Tham khảo Lập pháp, đến năm 1970 được đổi tên thành Vụ Khảo cứu Quốc hội.  Vụ là nguồn cung cấp cho những nhà lập pháp các sưu khảo và phân tích toàn diện, đáng tin cậy cũng như các thông tin cập nhật, khách quan, phi đảng phái, và lưu hành nội bộ. Vì vậy, Vụ Khảo cứu Quốc hội được xem  là một trong những nhân tố xây dựng một hệ thống lập pháp được thông tin đầy đủ.

### Nhiệm vụ
Trong tất cả các giai đoạn của quy trình lập pháp, các chuyên gia Vụ Khảo cứu Quốc hội có nhiệm vụ hỗ trợ các thành viên Quốc hội và nhân viên các ủy ban Quốc hội – từ giai đoạn khảo sát ban đầu để soạn thảo dự luật, các phiên điều trần trước ủy ban và thảo luận trong các phiên họp toàn thể, đến công tác kiểm tra việc thi hành luật cũng như giám sát các cơ quan hành pháp.
Kỹ năng phân tích của Vụ Khảo cứu dựa trên các chuyên ngành đa dạng và các phương pháp khảo cứu khác nhau. Trong một môi trường luôn biến đổi và vận động với tốc độ nhanh, Vụ Khảo cứu cung ứng cho Quốc hội  sự hỗ trợ có tính sống còn trong lĩnh vực phân tích nhằm trình bày những vấn đề trong chính sách công mà quốc gia đang đối diện.
Khi khảo sát và phân tích, Vụ thường tiếp cận các vấn đề phức tạp từ nhiều góc nhìn khác nhau,  và tìm cách khảo sát mọi khía cạnh của chúng. Các chuyên gia Vụ Khảo cứu phân tích các chính sách, đồng thời trình bày tác động của các chính sách thay thế, ngay cả khi chúng có thể đi ngược với dự kiến của nhiều người.
"Khi các vấn đề chính sách công ngày càng phức tạp, và các cuộc tranh luận chính trị ngày càng gay gắt, nhu cầu phân tích sự vụ cách sâu sắc và toàn diện càng mang tính sống còn, Quốc hội dựa vào Vụ Khảo cứu nhằm tiếp cận các nguồn tài nguyên đa lãnh vực, khuyến khích tinh thần phản biện và sự sáng tạo. Tất cả chỉ nhằm mục tiêu giúp các nhà làm luật thiết kế các chính sách hợp lý và minh bạch, cũng như đi đến những quyết định sáng suốt cho các vấn đề phức tạp của quốc gia. Các quyết định này là những dấu mốc dẫn dắt và định hình đất nước hôm nay và cho thế hệ mai sau".
Tất cả yêu cầu và trao đổi với các thành viên Quốc hội đều phải giữ kín triệt để. Các nhà lập pháp và nhân viên các ủy ban Quốc hội tự do tiếp cận với các chuyên gia và các bản phân tích của Viện Khảo cứu, khảo sát các vấn đề, thảo luận, đặt câu hỏi, hoặc trình bày bất kỳ ý tưởng nào – tất cả đều được chấp nhận trong tinh thần cầu thị và được giữ kín.